# گلاب‌دره

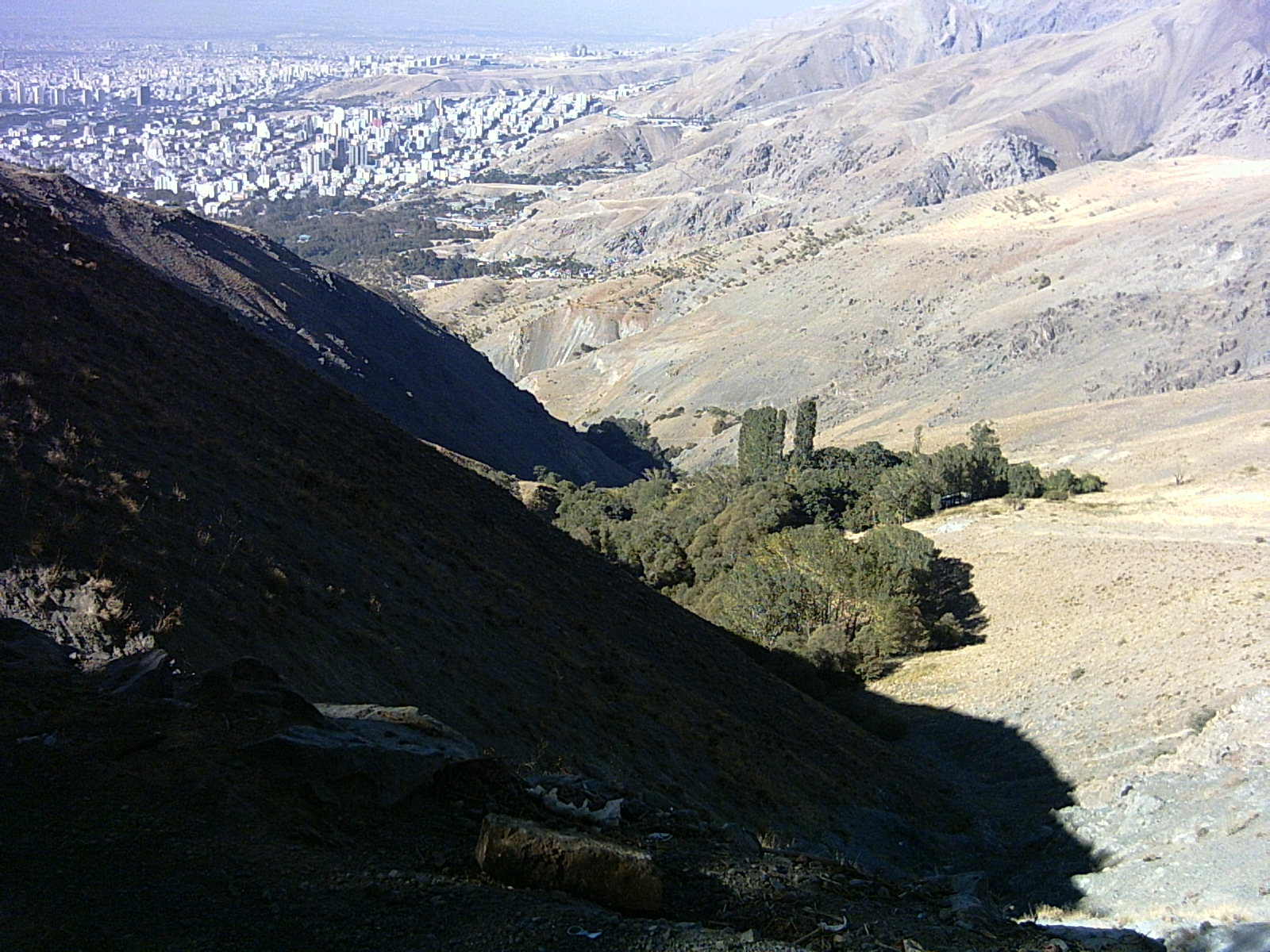
نمایی از گلابدره

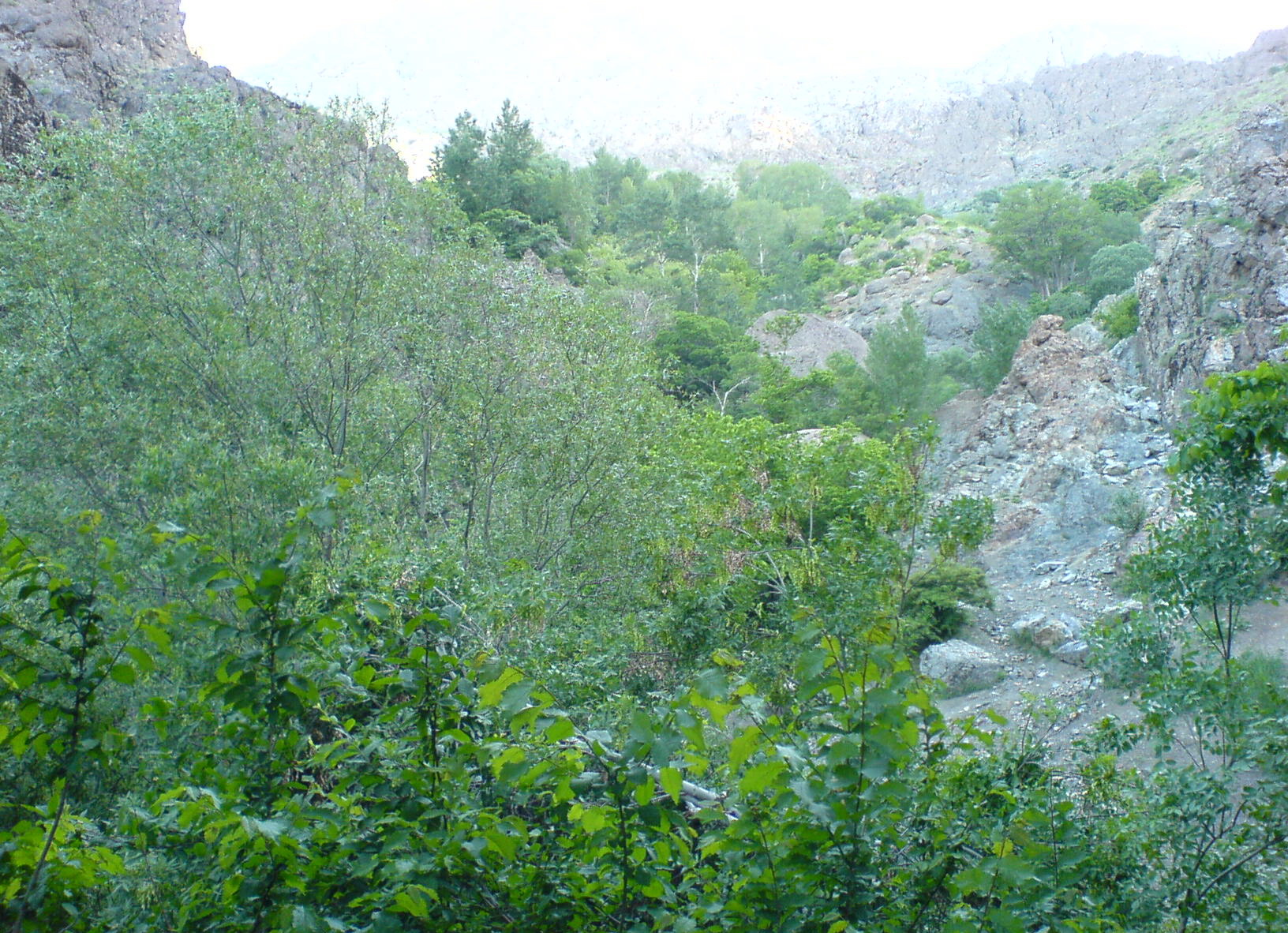
درهٔ گلاب‌دره در شمال تهران

گُلاب‌دره نام دره و محله‌ای در کنارهٔ آن دره است که به همین نام خوانده می‌شود. این دره از کنارهٔ باختری (طرف غرب) به امام‌زاده قاسم و از کنارهٔ خاوری با دره در بند و از شمال با محله آبک همسایه است.
این دره از جمله ییلاق‌های خوش آب و هوای شمال شرقی شهر تهران است.
جدا از ساکنان محلی، مسیر کوهستانی گلاب‌دره، هر هفته میزبان کوهنوردانی است که راه خاکی و خلوت آن را انتخاب می‌کنند. در تابستان ۱۳۶۶ سیل مخربی از ده گلاب‌دره سرازیر گشت و بسیاری از خانه‌های دربند را ویران کرد و تعداد زیادی نیز کشته شدند.

## جغرافیا
بر فراز تپه مشرف به محل، دو محلهٔ گلابدره (در باختر) و باغ شاطر (در خاور) جای گرفته‌اند. با ایستادن بر فراز این بلندی‌ها نمای بسیار زیبایی از شهر تهران را خواهید دید. راه رسیدن به این دره زیبا از میدان تجریش و خیابان دربند است که در میانهٔ راه خیابان گلابدره خود نمایی می‌کند. دلیل نام گذاری این دره وجود فراوان درختان سیب گلاب خودرو در این دره بوده‌است.
آبراهه‌های گلابدره:
از امامزاده قاسم (شمیرانات) در امتداد گلابدره که بالا می‌رویم، بر طرف دست چپ آب، اراضی«گل اسلک» است. بالای گل اسلک، زیر دوآب «گودره»، طرف دست چپ «لش عباس» قرار دارد. پس از لش عباس، شاخه آب «گودره» به عمود گلابدره می‌پیوندد. از گودره به بالا در امتداد آب،«زیر بند» خوانده می‌شود. بالای زیربند دوآب دیگری است که آبهای «هوله شرون» و وزوا به آب «گی باغ» می‌پیوندد. شاخه  دست راست، آب «گی باغ» است که از پایین سینه سرخی سرچشمه می‌گیرد. شاخه دست چپ، مقداری که بالا رفت به دوآبی می‌رسد که آب «هوله شرون» به آب وزوا متصل می‌شود. آب هوله شرون از کلک چال می‌اید و آب وزوا کمی پایین تر از بند وزوا سرچشمه می‌گیرد.
وزباد:
درخت‌زار کوچک و پرشیب وزباد، یا به قولی وزوا، واقع در شمال گلابدره شمیران در مکانی سراشیبی در زیر دامنه‌های صخره ایی قله ۳۱۰۰ متری اسپیلت قرار دارد و دارای چندین چشمه کوچک است. این منطقه مسیری نزدیک و مناسب برای دیدار از طبیعت کوهستانی با صرف دو ساعت راه است.